# Donillas
Donillas es una localidad del municipio leonés de Quintana del Castillo, en la Comunidad Autónoma de Castilla y León. El pueblo se encuentra en el valle del Río Tuerto, cuyo río lo divide en dos barrios. Se accede a la localidad por la carretera LE-CV-160-11.
La iglesia está dedicada a san Juan Evangelista.

## Localidades limítrofes
Confina con las siguientes localidades:
- Al norte con Quintana del Castillo y Abano.
- Al este con La Veguellina.
- Al sureste con Sueros de Cepeda.
- Al oeste con Villameca.

## Demografía
Evolución de la población
| Gráfica de evolución demográfica de Donillas entre 2000 y 2017     |
|                                                                    |
| Población de derecho (2000-2017) según el padrón municipal del INE |

## Historia
Así se describe a Donillas en el tomo VII del Diccionario geográfico-estadístico-histórico de España y sus posesiones de Ultramar, obra impulsada por Pascual Madoz a mediados del siglo XIX:

lugar en la provincia de León, partido judicial y diócesis de Astorga, audiencia territorial y capitanía general de Valladolid, ayuntamiento de Sueros; Situado en terreno llano con libre ventilación y clima saludable. Tiene unas 17 casas con techo de paja; iglesia (San Juan), aneja de Villameca, servida por un coadjutor, y buenas aguas potables. Confina N Abano; E Castro y la Veguellina; S Sueros, y O Villameca. El terreno es de mediana calidad, le fertilizan las aguas del río Tuerto, y produce centeno, lino, patatas, yerbas y hortaliza; cría ganado lanar y vacuno. Industria y comercio: trafican en vino de Castilla y en legumbres de tierra de la Ribera, y conducen leña a Astorga. Población: 17 vecinos, 78 almas. Contribución: con el ayuntamiento.
Diccionario geográfico-estadístico-histórico de España y sus posesiones de Ultramar